# Wilco Jiskoot (bankier)
Wilco Gustaaf Jiskoot (Baarn, 2 juni 1950) is bankier en voormalig lid van de raad van bestuur van de voormalige zakenbank van ABN Amro.
Wilco Jiskoot komt uit een bankiersfamilie. Zijn overgrootvader Jan Lodewijk Pierson was een van de grondleggers van Pierson & Co, dat later opging in de zakenbank Pierson Helding & Pierson. Zijn vader Allard werd in 1975 directievoorzitter van die bank.
Na het Baarnsch Lyceum in Baarn studeerde Jiskoot aan de Erasmus Universiteit Rotterdam. In 1976 begon hij als stagiair bij ABN Amro, de bank die een jaar eerder Pierson Helding & Pierson had overgenomen. Na zijn functie als directeur financiële markten werd hij in 1997 benoemd in de raad van bestuur. Nadat zijn baas Rijkman Groenink na een poging om met Barclays te fuseren een stapje terugdeed onderhandelde Jiskoot vanaf 2007 met het consortium RBS, Fortis en Santander. Het zou uiteindelijk leiden tot de ondergang van ABN Amro waar Jiskoot 32 jaar had gewerkt. Jiskoot was daarna nog korte tijd adviseur bij RBS en vervulde daarna diverse commissariaten en adviseurschappen. Tijdens het parlementair onderzoek werd Jiskoot in februari 2010 opgeroepen door de commissie-De Wit.
Samen met ex-Goldman Sachs-bankier Wiet Pot en KPN-topman Ad Scheepbouwer is hij mede-eigenaar van Oyens & Van Eeghen. Tevens werkt Jiskoot als adviseur van investeerder Dik Wessels, Marcel Boekhoorn, bij opkoopfondsen CVC en AAC Capital Partners. Ook is hij commissaris bij HEMA, Jumbo Supermarkten, Wehkamp en bij Oyens. Als president-commissaris werkt hij voor Eyeworks, het productiebedrijf van Reinout Oerlemans.